# LOVE (平原綾香のアルバム)
『LOVE』（ラブ）は、平原綾香9枚目のオリジナル・アルバム。EMI Recordsから2016年4月27日に発売された。

## 解説
オリジナル・アルバムとしては2015年発売の『Prayer』より約1年振りとなる。
本作は玉置浩二や中島みゆきなど様々なアーティストが楽曲提供をしており、タイトルにもあるように、それぞれの楽曲が「愛」についての曲で構成がなされている。また、先行シングルなどは一切含まれておらず、全てが新曲での構成となっている。

## 収録曲
1. マスカット
作詞・作曲：玉置浩二 / 編曲：新田雄一
テレビ東京系　水曜エンタ「水曜ミステリー9」エンディングテーマ
2. アリア-Air-
作詞・作曲：中島みゆき / 編曲：瀬尾一三
3. 鼓動
作詞・作曲：徳永英明 / 編曲：坂本昌之
4. 真水の涙
作詞・作曲：尾崎亜美 / 編曲：坂本昌之
5. STAR
作詞：平原綾香 / 作曲：矢萩渉 /  編曲：Nicolas Farmakalidis
6. She 想
作詞・作曲：諫山実生 /  編曲：Nicolas Farmakalidis
7. 未送信の恋
作詞・作曲：岡本真夜 / 編曲：坂本昌之
8. Song for you
作詞・作曲・編曲：川江美奈子
9. LOVE
作詞・作曲：平原綾香 / 編曲：Nicolas Farmakalidis
10. 空一面の
作詞・作曲：財津和夫 / 編曲：坂本昌之